# Denisia luctuosella
Denisia luctuosella is een vlinder uit de familie sikkelmotten (Oecophoridae). De wetenschappelijke naam is voor het eerst geldig gepubliceerd in 1840 door Duponchel.
De soort komt voor in Europa.